# Glanapteryx anguilla
Glanapteryx anguilla är en fiskart som beskrevs av Myers 1927. Glanapteryx anguilla ingår i släktet Glanapteryx och familjen Trichomycteridae. Inga underarter finns listade i Catalogue of Life.